# Beeldmateriaal van de Commandment Keeper Church uit 1940
Beeldmateriaal van de Commandment Keeper Church uit 1940 is een filmopname uit 1940.
De film toont een dienst van de controversiële Commandment Keepers, een groep Joodse Afro-Amerikanen die beweren dat alle Bijbelse figuren een donkere huidskleur hadden. De dienst werd uitgevoerd ergens in mei 1940 in Beaufort South Carolina. De film is opgenomen in de National Film Registry voor conservering.